# Billy Garland
Billy Garland är också namnet på artisten Tupac Shakurs biologiska far.
William Jefferson "Billy" Garland, född 17 juni 1918 i Flowood, Mississippi, död 16 mars 1960, var en amerikansk bluesgitarrist, sångare och låtskrivare.